# Svenja Viola Bungarten
Svenja Viola Bungarten (* 1992 in Koblenz) ist eine deutsche Theaterautorin.

## Leben
Svenja Viola Bungarten studierte ab 2014 Szenisches Schreiben und Narrativer Film an der Universität der Künste Berlin. Sie gehört dem Ministerium für Mitgefühl an, ein Kollektiv von Theaterautorinnen und Künstlerinnen. Sie hat das Kollektiv Die AntagonistInnen mitbegründet, das kollektiv digitale Gegenräume und Gegenwelten schafft. 2021 schloss sie ihren Master in Art and Politics an der Goldsmiths University in London ab. Derzeit lebt und arbeitet sie in Berlin und London, und leitet unter anderem Schreib- und Erzählworkshops.
Bungarten gewann zahlreiche Auszeichnungen. Für ihr Libretto Post Nuclear Love wurde ihr 2016 der Berliner Opernpreis verliehen und ihr feministisches Horrorstück Maria Magda gewann den AutorInnenpreis des Heidelberger Stückemarkts 2021. Maria Magda wurde bereits in Münster, Heidelberg, Krakau, Danzig und Poznan aufgeführt. Im Oktober 2021 folgte  das Stück Garland, welches am Schauspielhaus Graz uraufgeführt und weiterhin in Dresden, Hannover, Halle und Oldenburg gespielt wurde. 2022 folgte dann der Gewinn des 3. Else Lasker-Schüler-Stückepreises für ihren Text Die Zukünftige. Das Stück wurde 2023 am Nationaltheater Mannheim uraufgeführt.
Neben der Dramaturgie konzipiert und kuratiert sie Videospiele. Außerdem ist sie auf der Streaming-Plattform Twitch mit ihrem Account Unheroine aktiv. 

## Werke
- Tot sind wir nicht. Uraufführung am 16. November 2018, Stadttheater Münster[2]
- Bonn ist eine Stadt im Meer. UA 20. September 2019, Stadttheater Münster[3]
- Maria Magda, UA 5. Juni 2021, Stadttheater Münster,[4]
- Garland, UA 25. März 2022, Schauspielhaus Graz,[5]
- Die zweite Sonne, UA 14. Mai 2022 Stadttheater Ingolstadt
- Die Zukünftige, UA 5. Oktober 2023 Nationaltheater Mannheim
- Der zweite Mond